# Sieben Fragmente für Orchester in memoriam Robert Schumann
Sieben Fragmente für Orchester in memoriam Robert Schumann (1988) ist ein Werk Aribert Reimanns über Robert Schumanns letztes Werk »Thema mit Variationen in Es-Dur«  für Klavier (Februar 1854) (auch »Geistervariationen« genannt). Es ist ein Auftragswerk der Hamburgischen Staatsoper. Uraufführung war am 25. September 1988 in Hamburg mit dem Philharmonischen Staatsorchester Hamburg unter der Leitung von Gerd Albrecht.

## Entstehung
Reimann erhielt 1988 nach dem Tod der Frau seines Onkels Dietrich Rühle den Verlaufsbericht von Schumanns Erkrankung und Aufenthalt 1854–1856 in der Nervenheilanstalt Bonn Endenich. Rühle seinerseits hatte das Heft mit den Eintragungen von der Witwe eines Sohnes von Schumanns behandelndem Arzt, Franz Richarz, erhalten und hatte ihm seit dem Ende der 1960er-Jahre davon erzählt. Wie Reimann selber sagt, habe er jahrzehntelang mit diesem Geheimnis gelebt. Jedoch durfte er es, aufgrund des zu wahrenden Arztgeheimnisses, nicht veröffentlichen, was er aber gerne »um einen Schlussstrich zu ziehen« gemacht hätte. Da ihm seine Wohnung als zu unsicherer Aufbewahrungsort für dieses Dokument erschien, übergab er es 1991 als Dauerleihgabe dem damaligen Direktor des Archivs der Akademie der Künste in Berlin, Wolfgang Trautwein.
Gleichzeitig begann Reimann mit der Komposition Sieben Fragmente für Orchester. Diese Fragmente sollten ganz kurz werden. Das Material des ersten Abschnitts erinnerte ihn an die letzte Komposition Schumanns Thema mit Variationen.

## Das Stück
Das Stück besteht aus sieben zusammenhängenden Fragmenten. Eine Aufführung dauert ca. 14 Minuten. Die Partitur ist in C notiert. Im Folgenden wird jedes Fragment kurz beschrieben.
Der lyrische Charakter des Schumannschen Originals bleibt erhalten. Das Thema wird jedoch in drei Fragmente (III, V, VII) zerstückelt zitiert.

### Besetzung
| 1 Piccolo 1 Flöte 1 Altflöte 1 Oboe 1 Englisch Horn 1 Klarinette in Es 1 Klarinette in B 1 Bassklarinette in B 2 Fagotte 1 Kontrafagott | 4 Hörner in F 4 Trompeten in C 2 Posaunen 1 Tuba Harfe 12 Violinen I 10 Violinen II 8 Violen 8 Violoncelli 6 Kontrabässe |

### Fragment I
Das Fragment beginnt, als komme man in eine Situation hinein und das, was vorausgegangen ist, muss man sich vorstellen. Im Takt 14 erscheinen in den Posaunen Sekundfolgen, welche auch im zweiten Teil des Schumann Themas zu finden sind. Ein absteigender thematischer Gang zweier Hörner wird ab Takt 24 hörbar.

### Fragment II
Ein zarter Flageolett-Faden der Violine I und ein Cluster-Feld der Streicher eröffnet das Fragment.
Am Ende akzentuieren die Holzbläser das as als Vorbereitung des Es-Dur-Einsatzes, des Themas im Fragment III.

### Fragment III
Das Fragment III wird mit einer originalharmonisierten Phrase des Themas in den Hörnern eingeleitet, die dann in den Holzbläsern mit der zweiten Phrase ihre Fortsetzung finden. Nach einem aufsteigenden Cluster der Violen und Violoncelli erscheint die erste Phrase erneut, jedoch jeweils um den Endton verkürzt.

### Fragment IV
Mit einem Harfenmotiv eröffnet, bildet sich im vierten Fragment bald eine Kantilene des Englischhorns. Das Motiv cis-e-fis-e-cis tritt in den Hörnern 3 und 4 hervor. Beendet wird es mit {\displaystyle f\!\!f\!\!f}-Akzenten des Blechs und der Holzbläser.

### Fragment V
Drei Schübe von Zitaten des Themas bilden den Kern dieses Fragments. Zuerst werden die Takte 1–3 unter Aussparung des Zieltones es, darauf die Takte 5–7 und schließlich 9–12 zitiert.

### Fragment VI
Dieses Fragment, mit Hornakzenten auf Clustern und ostinaten Terzbewegungen im Fagott und Kontrafagott, wird mit Akzenten der Harfe zu Ende geführt und mündet als Vorbereitung des letzten Fragmends in einen Es-Dur-Akkord.

### Fragment VII
Das letzte Fragment besteht aus Zitaten der Oberstimmen der Variation V der Geistervariationen und wird mit Rotationen des Piccolos um g-a-f mit dreier Einschüben der Bläser, in denen alle 12 Töne gleichzeitig angespielt werden, beendet.